# 국무부처 (아일랜드)
국무부처(아일랜드어: Roinn Stáit 린 스타트, 영어: department of state)는 아일랜드 공화국 정부의 중앙행정부처들이다. 각 국무부처의 장을 정무장관(영어: Minister of the Government)라고 칭한다. 1977년 이전에는 국무장관(영어: Ministers of State)이라고 칭했는데, 이 용어는 이제 정무장관보다 하위의 정무차관급 직함으로 사용되고 있다. 대부분의 대부분의 내각 각료들은 국무부처를 맡는 정무장관이다. 국무부처 및 그 장에 대한 법은 1924년 각료서기법 및 그 수정법들에 의해 규정된다. 또한 그 기능과 구조는 아일랜드 헌법의 법적 효과를 받는다.

## 국무부처 목록
현존 부처
| 부처명                    | 설립연도 | 현재 각료            | 웹사이트               |
| ------------------------- | -------- | -------------------- | ---------------------- |
| 농업식품해양부            | 1919년   | 시몬 오 커우나이     | www.agriculture.gov.ie |
| 국방부                    | 1919년   | 시몬 오 커우나이     | www.defence.ie         |
| 환경공동체 및 지역자치부  | 1919년   | 알란 오 칼라이       | www.environ.ie         |
| 재무부                    | 1919년   | 미할 오 누어난       | www.finance.gov.ie     |
| 외무교역부                | 1919년   | 찰스 플래너건        | www.dfa.ie             |
| 직업회사혁신부            | 1919년   | 리스타르드 데 브루툰 | www.enterprise.gov.ie  |
| 정의평등부                | 1919년   | 프란케스 닉 가랄트   | www.justice.ie         |
| 통신에너지천연자원부      | 1921년   | 알렉스 화이트        | www.dcenr.gov.ie       |
| 교육기술부                | 1921년   | 잔 이 훌라완         | www.education.ie       |
| 내각총리부                | 1937년   | 에인나 오 케니그     | www.taoiseach.ie       |
| 보건부                    | 1947년   | 리오 버라드커        | www.health.gov.ie      |
| 사회수호부                | 1947년   | 시완 데 부르툰       | www.welfare.ie         |
| 아동청소년부              | 1956년   | 사마스 오 라갈라     | www.dcya.gov.ie        |
| 교통관광체육부            | 1959년   | 파스칼 도노호어      | www.transport.ie       |
| 예술유산 및 게일어 보존부 | 1977년   | 히더 험프리스        | www.ahg.gov.ie         |
| 공공지출개혁부            | 2011년   | 브란단 훌린          | www.per.gov.ie         |

폐지 및 이감된 부처
| 부처명         | 상설기간        | 후신               |
| -------------- | --------------- | ------------------ |
| 우편전보성     | 1922년 ~ 1984년 | 통신성             |
| 국방수단공조성 | 1939년 ~ 1945년 | 국방부             |
| 보급성         | 1939년 ~ 1945년 | 산업통상부         |
| 노동성         | 1966년 ~ 1993년 | 회사고용부         |
| 공익사업성     | 1973년 ~ 1987년 | 교통관광체육부     |
| 통신성         | 1984년 ~ 91년   | 교통관광체육부     |
| 평등법제개혁부 | 1993년 ~ 97년   | 정의평등법제개혁부 |